# Xenomys nelsoni
La Rata de Magdalena (Xenomys nelsoni)  es una especie de roedor de la familia Cricetidae endémica de México. Es poco conocida y se encuentra protegida por la NOM-059-SEMARNAT-2010 en la categoría de Amenazada (A).

## Distribución geográfica
Se distribuye por el sur de Jalisco y Colima, un área geográfica pequeña a comparación de otras especies de mamíferos. Los biólogos han reportado su presencia sólo en tres áreas: Armería y Pueblo Juárez (Colima), así como en Chamela (Jalisco). Afortunadamente, esta última área forma parte de la Reserva de la Biosfera Chamela-Cuixmala (RBCC), en el municipio de la Huerta, aproximadamente a 120 km al norte de Manzanillo, Colima, entre el margen norte del río Cuitzmala y el arroyo Chamela.

## Descripción.[4]
Esta especie de rata presenta un cráneo muy parecido al de Neotoma, pero con los lagrimales más alargados, al igual que la bula auditiva.
Se distingue por presentar una mancha blancuzca encima del anillo ocular, casi del mismo tamaño que el ojo verdadero.
Medidas externas
Las medidas externas de tres machos son las siguientes: Lt= 315, 300, 335; CV= 155, 143, 170; PT= 31, 30, 32.
Pelaje
Las partes dorsales son dorado o tostado-rojizo; el dorso está escasamente mezclado con pelos con la punta negra; presenta un anillo pardo y muy poco definido alrededor de cada ojo, por encima del cual hay una mancha blancuzca casi tan grande como el mismo ojo; la cola es de un color parejo, café oscuro ; las partes ventrales son blanco crema hasta la raíz de los pelos, excepto a lo largo de las partes laterales del vientre, en donde el pelo en su parte basal es plúmbago; las líneas de demarcación entre el color del dorso y del vientre son claras y bien definidas.

## Hábitos.[3]
Es un roedor de hábitos principalmente arborícolas, los biólogos consideran que la mayor parte del tiempo la pasa entre el follaje de los árboles, a una altura de entre 1 y 4 metros. Este mamífero utiliza huecos y oquedades en las ramas y tronco de los árboles como refugio, así como enramadas y conglomerados de follaje. Se desconoce el impacto que tiene la época seca del año cuando disminuye considerablemente el follaje de los árboles.
Como la mayoría de los roedores, la rata de Magdalena es de hábitos nocturnos; en ese horario busca su alimento y lleva al cabo actividades de exploración de su territorio. Se ha reportado que se encuentra activa de 1 a 1.5 horas después de la oscuridad y hasta la medianoche. Hasta donde se sabe, es una especie cuyos individuos adultos son solitarios, no forman agrupaciones o colonias. Acostumbran orinar y defecar en letrinas que hacen sobre horquetas y cavidades de los árboles.
Las observaciones de campo indican que su temporada de reproducción es desde el final de la estación seca y durante la temporada de lluvias, lo que comprende finales de mayo hasta noviembre. Estos roedores construyen nidos en forma de esfera entre las ramas de los árboles con hojas, ramitas, pasto y fibras vegetales. En cada parto nacen una o dos crías, ciegas, sin pelo, de tonalidad rosada y pesan alrededor de 5 g.